# Ari Walter Kampf
Ari Walter Kampf, eigentlich Aribert Walter Kampf (* 1894 in Düsseldorf; † 1955 ebenda), war ein deutscher Figuren-, Porträt-, Landschafts- und Stilllebenmaler sowie Grafiker.

## Leben
Ari Walter Kampf wuchs als Sohn des Landschaftsmalers Eugen Kampf in Düsseldorf auf. Sein Onkel war der bekannte Historien-, Genre- und Porträtmaler Arthur Kampf, sein Großvater der Maler und Fotograf August Kampf, sein Cousin der Maler Herbert Kampf. Außer bei seinem Vater in Düsseldorf erhielt er eine künstlerische Ausbildung bei Hans Hofmann an dessen privater Kunstschule in München. Zur weiteren Ausbildung ging er nach Paris. Er unternahm Studienreisen in Europa (insbesondere nach Spanien, unter anderem nach Mallorca und an die Costa Brava) und Afrika (in das britische Mandatsgebiet in Deutsch-Ostafrika) und beteiligte sich an Ausstellungen im Münchner Glaspalast. 1930 stellte er in der Rheinischen Sezession in der Kunsthalle Düsseldorf aus. Im Winter 1945 gehörte er zu den ersten Künstlern, die ihre Werke in der Galerie von Hella Nebelung zeigten. 1951 bis 1953 beschickte er die Große Kunstausstellung München.
Kampf war Mitglied der Freien Vereinigung Düsseldorfer Künstler und der Neuen Gruppe in München. Lange Zeit lebte er in Düsseldorf-Oberkassel. Neben seiner Malerei, die in der Frühzeit dem Impressionismus verpflichtet war und sich am Lebensende der Abstraktion zuwandte, betätigte sich Kampf als Entomologe.
Während der Zeit des Nationalsozialismus war Kampf vorübergehend Besitzer des Gemäldes Rue Saint–Honoré, après-midi, effet de pluie (1897) von Camille Pissarro, welches einst Fritz Cassirer besessen hatte und das sich heute in der Sammlung des Museo Thyssen-Bornemisza befindet. Nachfahren Cassirers begehrten vom Museum die Rückgabe des nach der Washingtoner Erklärung als Raubkunst angesehenen Bildes, unterlagen jedoch 2019 in einem Prozess vor einem US-Bezirksgericht in Los Angeles, das sich bei seiner Entscheidung auf spanisches Recht stützte. Die genauen Umstände, unter denen Kampf das Gemälde nach der Veräußerung an mindestens zwei Zwischenhändler erworben hatte, konnten bislang nicht erhellt werden.